# Casa Miquel Diumenjó
La Casa Miquel Diumenjó era un edifici situat als carrers d'en Tantarantana i de Vermell (actualment Allada-Vermell) de Barcelona, del que només es conserva la façana principal, catalogada com a bé amb elements d'interès (Categoria C).

## Història
En aquest indret hi havia la casa del blanquer Josep Bosch, l'herència del qual va ser objecte d'un litigi, resolt el 1847 a favor del també blanquer Miquel Diumenjó (o Dumanjó) i Pinell (†1872), que hi tindria una adoberia i una fàbrica de cola.
A principis del 1861, es va enfonsar un tram de la volta del Rec Comtal al seu pas pel carrer d'en Tantarantana, afectant els fonaments de la casa veïna del núm. 6, propietat de Gaspar Cunill i Sors. L'arquitecte Antoni Rovira i Trias hi va fer un informe (en el qual participaren Elies Rogent i Josep Fontserè i Mestre) que concloïa que l'edifici amenaçava ruïna i s'hauria d'enderrocar. Aleshores, Cunill va decidir vendre-la a Ramon Ros i Genís, que hi tenia una adoberia de pells, i a Miquel Diumenjó. Rovira i Trias i Rogent van traçar la divisió de la finca en dues parcel·les gairebé iguals, quedant-se Diumenjó amb la del costat de casa seva.

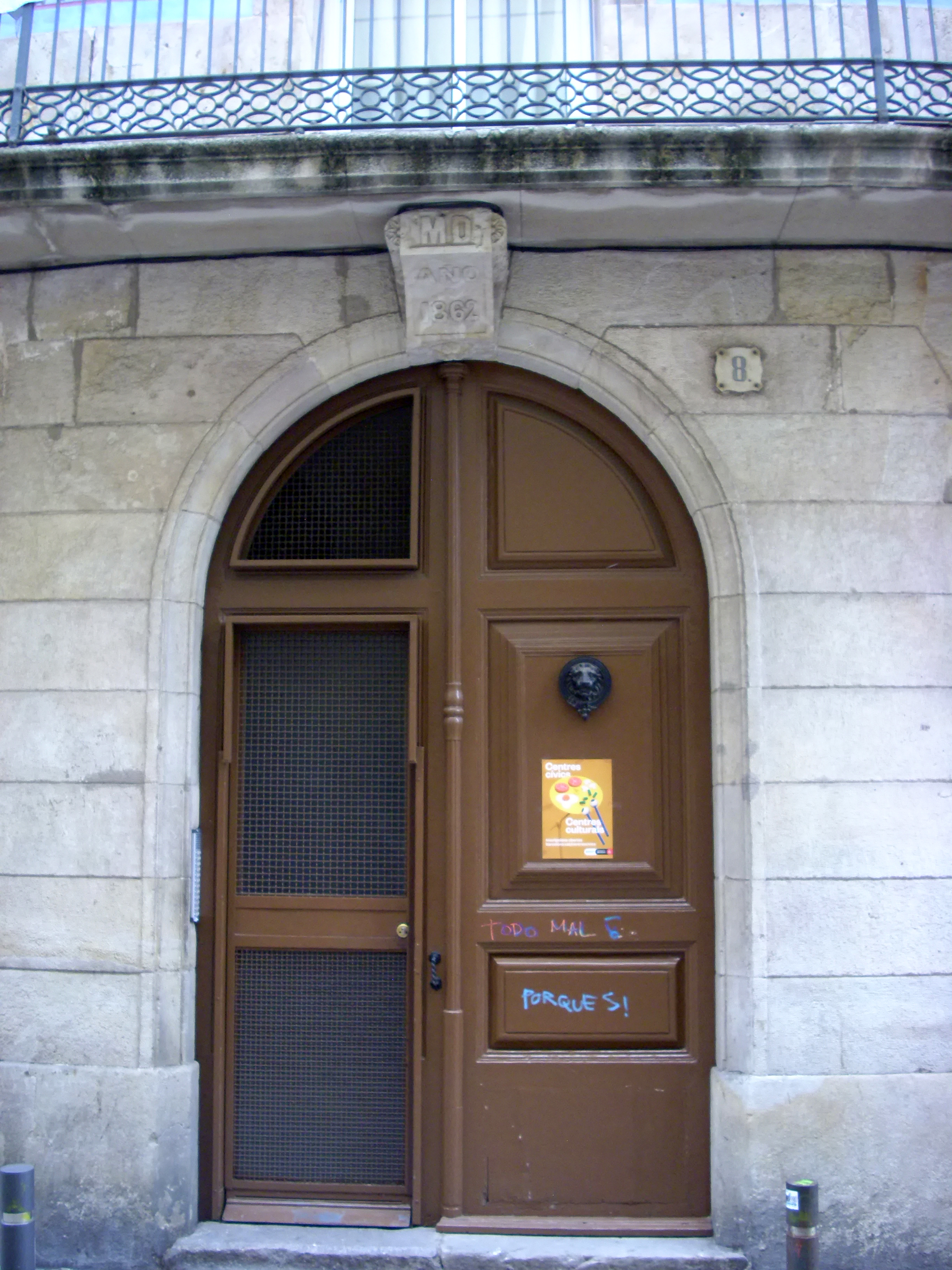
Portal del carrer d'en Tantarantana, 8

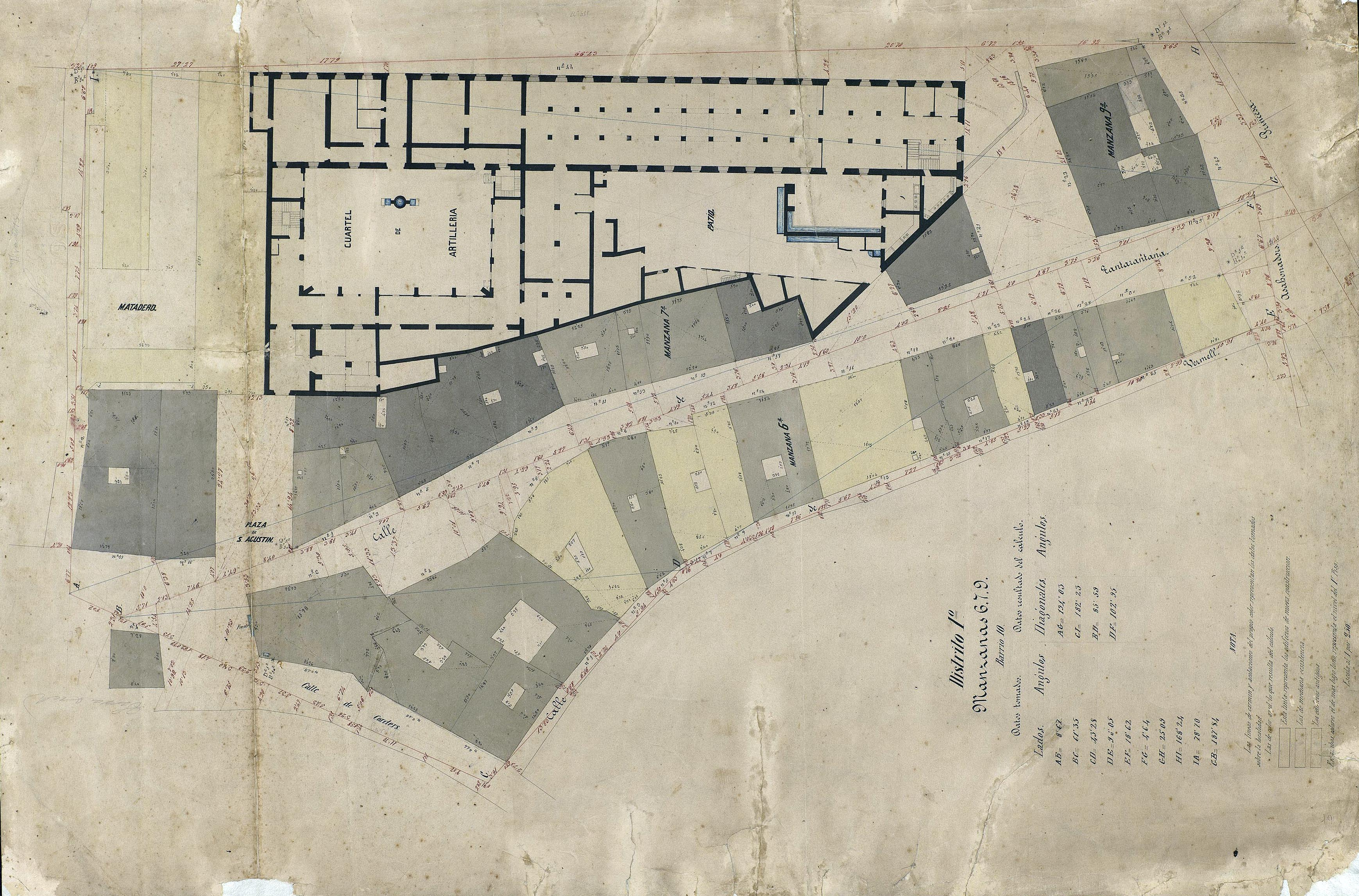
Quarteró núm. 19 de Garriga i Roca (c. 1860)

Entre 1861 i 1862, Rovira i Trias traçà els projectes de la reconstrucció de les finques núm. 6 (Ramon Ros), núm. 8 (Miquel Diumenjó), i núm. 10 (Paula Ciuró, casada amb Josep Sabatés). Per a fer-ne els fonaments fou necessari desviar la séquia, la volta de la qual va patir nous esfondraments, un de la part nova i un altre de l'antiga a l'alçada del núm. 4. Les obres de la casa de Diumenjó foren encomanades al paleta Josep Mallol i Olivé, el fuster Josep Fabrés i Fontanals, el manyà Joan Capdevila i Bages, el pintor Oleguer Casas i Bové, i el llauner Roc Ponsetí i Cardona, que cobraren 14.900 duros.
El 1990, el Patronat Municipal de l'Habitatge de Barcelona va construir-hi una promoció d'habitatges, obra de l'arquitecte Pere Giol i que conserva la façana del núm. 8.

## Descripció
Consta de planta baixa i quatre pisos, amb cinc obertures per planta. Als baixos hi ha quatre quatre arcs rebaixats i la porta principal de mig punt, sobre el qual hi ha una mènsula amb la inscripció «AÑO 1862» i les inicials MD. Els balcons són de llosana de pedra de Montjuïc i baranes de ferro forjat amb motius ormamentals, i el parament està decorat amb esgrafiats.